# Kim Tae-shik
Kim Tae-shik  (* 4. Juli 1957 in Gangwon-do, Südkorea) ist ein ehemaliger südkoreanischer Boxer im Fliegengewicht.

## Profikarriere
Im Jahre 1977 begann er erfolgreich seine Profikarriere. Am 17. Februar 1980 boxte er gegen Luis Ibarra um die WBA-Weltmeisterschaft und gewann durch klassischen K. o. in Runde 2. Diesen Gürtel verlor er allerdings bereits in seiner zweiten Titelverteidigung an Peter Mathebula im Dezember desselben Jahres nach Punkten. 
Im Jahre 1982 beendete er seine Karriere.